# Flughafen Rzeszów-Jasionka

i7
i11
i13
Der Flughafen Rzeszów-Jasionka (poln: Port lotniczy Rzeszów-Jasionka, IATA-Code: RZE, ICAO-Code: EPRZ) ist der internationale Flughafen der Stadt Rzeszów (Woiwodschaft Karpatenvorland) im Südosten Polens.

## Lage und Verkehrsanbindung
Der Flughafen liegt neun Kilometer nördlich der Innenstadt, nahe der Autobahn A4 und der Schnellstraße S19 und etwa 175 Kilometer östlich von Krakau. Er wird durch eine Zugverbindung und Busse in den öffentlichen Personennahverkehr eingebunden; es besteht ein Linienverkehr zwischen dem Flughafen und der Innenstadt. Ein Zuganschluss besteht seit der Erschließung und Eröffnung einer Bahntrasse sowie eines neben den Terminals befindlichen Bahnhofes seit Oktober 2023. Der Hauptbahnhof von Rzeszów ist über den Schienenverkehr innerhalb von 18 Minuten zu erreichen.

## Geschichte
In der Zwischenkriegszeit (siehe Zweite Polnische Republik) hatte die polnische Luftwaffe dort Jagdflugzeuge stationiert.
Am 1. September 1939 begann die Wehrmacht den Überfall auf Polen. Sie eroberte den Flugplatz am 7. September 1939. Die Luftwaffe betrieb dort bis 1944 eine Fliegerhorstkommandantur. Im Juni 1941 lagen hier eine Aufklärungsstaffel, eine Verbindungsstaffel und eine Wettererkundungsstaffel der Luftflotte 4, die hier vor dem Überfall auf die Sowjetunion am 22. Juni 1941 ihr Hauptquartier aufgeschlagen hatte. Im November 1943 erfolgte eine erneute Belegung mit fliegenden Verbänden, als Teile des Jagdgeschwaders 52 mit der Messerschmitt Bf 109G  hier stationiert war. Im März/April 1944 flogen noch Transportflugzeuge vom Typ Junkers Ju 52/3m der Transportgeschwader 1 und 4 von hier aus gegen die nahe Ostfront.
2012 wurde ein neues Passagierterminal eröffnet.
Seit dem Beginn des russischen Überfalls auf die Ukraine am 24. Februar 2022 ist der Flughafen zu einer Drehscheibe für Hilfslieferungen westlicher Länder für die Ukraine geworden. Des Weiteren bestreitet der ukrainische Staatspräsident Wolodymyr Selenskyj seit Kriegsbeginn seine Auslandsflüge von dem Flughafen aus. Politiker vieler Länder, welche die Ukraine angesichts des russischen Überfalls auf die Ukraine besuchten, landeten in Rzeszów und reisten von dort aus per Bahn in die Ukraine. Hierzu gehören beispielsweise der US-Präsident Joe Biden und der Bundeskanzler Olaf Scholz.
Der Flughafen wird mit dem Flugabwehrsystem Patriot bewacht.
Im April 2024 wurde laut polnischen Nachrichtenmeldungen ein russischer Spion festgenommen, der den Flughafen ausgespäht haben soll. Zur Absicherung des Waffenumschlags für die Ukraine entsandte Norwegen Ende 2024 vorübergehend ein Detachment F-35-Kampfflugzeuge und NASAMS-Luftabwehrraketen nach Ostpolen.

## Fluggesellschaften und Ziele
Vom Flughafen Rzeszów aus wurden im Sommer 2024 von acht Fluggesellschaften 17 Ziele aus neun Ländern in Europa und Nordamerika angeflogen.
LOT bedient die polnischen Ziele Warschau und Danzig. Mit 33 wöchentlichen Flügen ist die Verbindung nach Warschau die am meisten frequentierte Verbindung des Flughafens. Außerdem angeflogen wird New York-Newark, hierfür eingesetzt wird das Muster Boeing 787 Dreamliner.
Ryanair fliegt Dublin in Irland sowie Manchester, East Midlands, Bristol, London-Luton, London-Stansted in England an. Hinzu kommen Alicante in Spanien und Zadar in Kroatien.
In Deutschland wird durch Lufthansa zwei Mal täglich eine Verbindung nach München angeboten.
Ferner fliegt Wizz Air nach Rom und Mailand in Italien, Smartwings nach Tirana in Albanien sowie nach Rhodos in Griechenland. Das Angebot in Griechenland wird um Corendon Airlines und SKY Express nach Heraklion und SKY Express nach Zakynthos ergänzt. SKY Express bedient auch eine polnische Verbindung nach Poznan (Posen). In der Türkei fliegen Enter Air und Smartwings Antalya an.
Aufgrund der durch den russischen Überfalls auf die Ukraine am 24. Februar 2022 gestiegenen militärisch-politischen Bedeutung werden Hilfslieferungen westlicher Länder für die Ukraine und Staatsbesuche über den Flughafen abgewickelt. Diese werden durch Frachtlieferungen mit Charter-Frachtflügen sichergestellt. Zum Einsatz kommen daher regelmäßig unter anderem Flüge des Musters Antonow An-124 oder Boeing 747-8F. Zu Gast sind außerdem ausländische Luftstreitkräfte. Auch die Deutsche Luftwaffe mit ihrer Flugbereitschaft oder die Air Force One der US Air Force waren bereits in Rzeszów.

## Flughafen-Infrastruktur
Der Flughafen verfügt über ein Passagier-Terminal, welches um ein General Aviation Terminal ergänzt wird. Anliegend an das Passagier-Terminal befindet sich das Vorfeld mit bis zu elf nutzbaren Parkpositionen für Großraum-Flugzeuge. Westlich des Flughafengeländes befinden sich zwei Hangar und weitere acht Außenpositionen. Für die Verladung der Fracht steht dort ein General-Cargo-Terminal zur Verfügung. Verbunden werden diese beiden Bereiche durch die 3200 m lange Start- und Landebahn 09/27 und einem dazu parallel verlaufenden Rollweg.
Östlich des Flughafenareals befindet sich eine Flugschule und ein Flugverein. Für dessen Flugbetrieb von Kleinflugzeugen werden vom internationalen Flughafen autonome Rollwege sowie die 900 m lange eigene Start- und Landebahn 08/26 genutzt.
Im Bereich des zivilen Terminals befindet sich eine Airport-City. Dazu gehört aktuell ein Hotel, Industrieanlagen, Bürogebäude, der Technologiepark "Podkarpacki Science and Technology Park Aeropolis" und die "G2A Arena". In der Arena findet Kongresse oder Sportereignisse statt.

## Verkehrszahlen
| Jahr | Fluggastaufkommen | Luftfracht (Tonnen) | Flugbewegungen |
| ---- | ----------------- | ------------------- | -------------- |
| 2018 | 771.287           |                     | 18.164         |
| 2017 | 693.564           | 393                 | 14.274         |
| 2016 | 664.068           | 732                 | 12.629         |
| 2015 | 645.214           | 3.863               | 13.723         |
| 2014 | 601.070           | 805                 | 10.656         |
| 2013 | 589.920           | 187                 | 13.508         |
| 2012 | 564.992           | -                   | 12.355         |
| 2011 | 491.325           | -                   | 12.357         |
| 2010 | 454.203           | -                   | 10.919         |
| 2009 | 383.184           | -                   | 8.806          |
| 2008 | 323.838           | -                   | 9.662          |
| 2007 | 279.996           | -                   | 6.112          |